# Kyselina azelaová
Kyselina azelaová je nasycená (tedy odvozená od alkanu) dikarboxylová kyselina s devíti atomy uhlíku v molekule.

## Vznik

### Průmyslová výroba
Průmyslově se tato kyselina vyrábí ozonolýzou kyseliny olejové. Vedlejším produktem je kyselina pelargonová (nonanová).

### Vznik v přírodě
V přírodě vytváří kyselinu azelaovou kvasinka Malassezia furfur. Také vzniká bakteriálním rozkladem kyseliny pelargonové.

## Výskyt
Kyselina azelaová se vyskytuje v pšenici, žitu a ječmenu.

## Biologická funkce
V rostlinách kyselina azelaová slouží jako látka způsobující hromadění kyseliny salicylové, což je důležitá složka rostlinných obranných reakcí.

## Použití

### Polymery a podobné materiály
Estery této dikarboxylové kyseliny se používají jako mazadla a plastifikátory. S hexamethylendiaminem vytváří kyselina azelaová plast nylon-6,9.

### Použití v medicíně
Kyselina azelaová se používá v medicíně k léčbě mírného až středního akné. Účinkuje tak, že zabíjí bakterie v pórech kůže. Také snižuje vytváření keratinu, který je přírodní látkou podporující růst těchto bakterií.

Rovněž se používá jako gel k léčbě růžovky díky schopnosti tlumit zánět.
K možným použitím kyseliny azelaové také patří léčba kožních pigmentací, jako jsou například melasma a pozánětová hyperpigmentace, zejména u pacientů s tmavšími kožními typy. Je doporučená jako náhrada hydrochinonu.
Jako inhibitor enzymu tyrosinázy snižuje produkci melaninu.

## Obchodní názvy
Kyselina azelaová se prodává například pod těmito obchodními názvy:
Azelex, Finacea, Finevin, Skinoren a Azaclear (obsahuje také niacinamid).